# 기야스 알딘
기야스 알딘은 인주 왕조의 샤였다. 그는 샤라프 알딘의 아들이었다.
1325년에 아부 사이드 칸은 샤이흐 후세인을 파견하여 샤라프 알딘을 대체하게 한 뒤 샤라프 알딘을 붙잡아 수감시켜 버렸다. 하지만 샤이흐 후세인은 시라즈를 완전히 장악하지 못하고 샤라프 알딘의 아들인 기야스 알딘의 저항을 받아 쫓겨나고 말았다.
1335년 아부 사이드 칸 죽자 그의 뒤를 이어 아르파 케운이 칸이 되었다. 아르파 케운은 칸에 오른 뒤 수감되어 있던 샤라프 알딘을 처형했다. 이에 샤라프 알딘의 아들인 마수드 샤(Masud Shah)와 아부 이샤크(Abu Ishaq)는 각각 자라이르 왕조와 바그다드의 알리 파드샤에게로 망명했으며 시라즈에 있던 기야스 알딘은 일 한국에서 독립하여 인주 왕조를 건국했다.
인주 왕조의 내분은 1338년부터 1343년까지 5년간 추판 왕조의 왕족들과 얽혀 복잡하게 진행되었다. 내분은 1338년에 자라이르 왕조에 의탁하고 있던 마수드 샤가 돌아와 기야스 알딘과 대립하면서 시작되었다. 1338년(혹은 1339년)에 기야스 알딘이 사망하며 둘 간의 분쟁은 마수드 샤의 승리로 끝을 맺었다.